# Danielle Dewandeler
Danielle Dewandeler (Berchem-Sainte-Agathe, 3 novembre 1959) è un'ex cestista belga.

## Carriera
Con il Belgio ha disputato due edizioni dei Campionati europei (1980, 1985).